# Ostrzeszów (gmina)

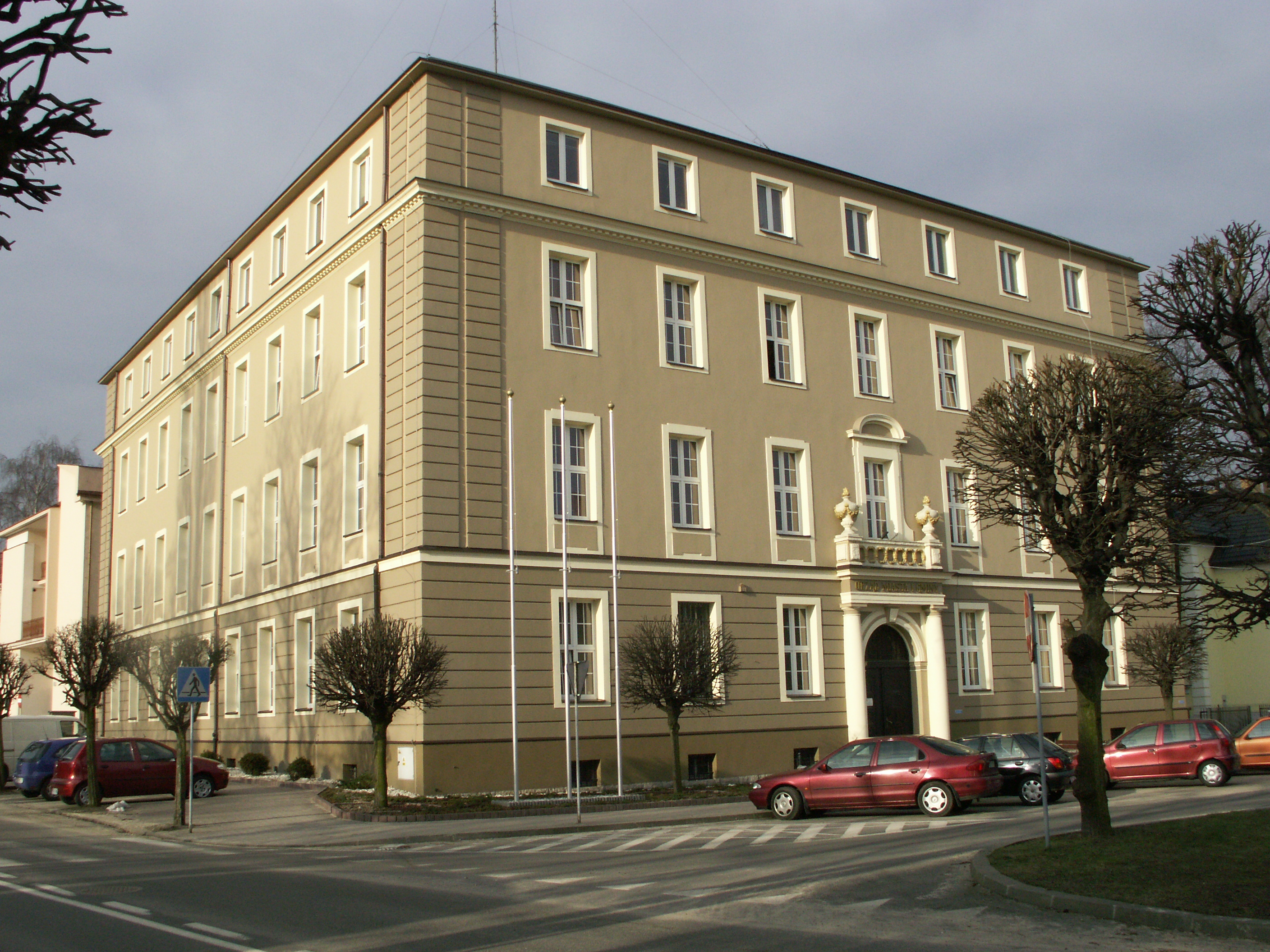
Urząd miasta i gminy w Ostrzeszowie

Ostrzeszów – gmina miejsko-wiejska w województwie wielkopolskim, położona w centrum powiatu ostrzeszowskiego.
Gmina Ostrzeszów przed reformą administracyjną z 1999 wchodziła w skład województwa kaliskiego.
Siedziba gminy to Ostrzeszów.
Według danych z 30 czerwca 2004 gminę zamieszkiwało 23 115 osób. Natomiast według danych z 31 grudnia 2017 roku gminę zamieszkiwało 23 974 osób.

## Struktura powierzchni
Według danych z roku 2002 gmina Ostrzeszów ma obszar 187,49 km², w tym:
- użytki rolne: 53%
- użytki leśne: 39%

Gmina stanowi 24,27% powierzchni powiatu.

## Demografia

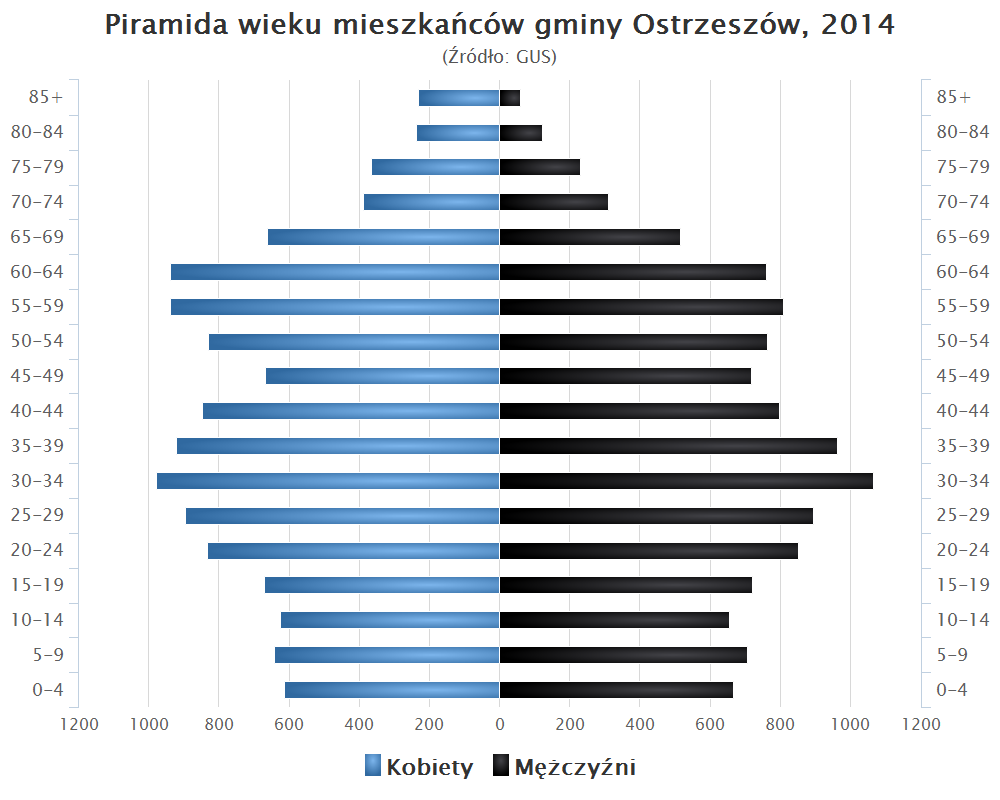
Piramida wieku mieszkańców gminy Ostrzeszów w 2014 roku

Dane z 30 czerwca 2004:
| Opis                              | Ogółem | Ogółem | Kobiety | Kobiety | Mężczyźni | Mężczyźni |
| --------------------------------- | ------ | ------ | ------- | ------- | --------- | --------- |
| Jednostka                         | osób   | %      | osób    | %       | osób      | %         |
| Populacja                         | 23 115 | 100    | 11 957  | 51,7    | 11 158    | 48,3      |
| Gęstość zaludnienia [mieszk./km²] | 123,3  | 123,3  | 63,8    | 63,8    | 59,5      | 59,5      |

## Sołectwa
Miejscowości sołeckieBledzianów, Jesiona, Kochłowy, Korpysy, Kotowskie, Kozły, Kuźniki, Marydół, Myje, Niedźwiedź, Olszyna, Ostrzeszów-Pustkowie (sołectwa: Pustkowie-Południe i Pustkowie-Północ), Rogaszyce, Rojów, Siedlików, Szklarka Myślniewska, Szklarka Przygodzicka, Turze, Zajączki.
Miejscowości bez statusu sołectwaDobra, Krupa, Marydół (osada leśna), Omieciny, Potaśnia, Rejmanka, Wiązownia.

## Sąsiednie gminy
Doruchów, Grabów nad Prosną, Kępno, Kobyla Góra, Mikstat, Przygodzice, Sośnie